# Moskee van Fier
De Moskee van Fier is een historische moskee in de stad Fier in het zuidwesten van Albanië. Het moet niet worden verward met de moskee uit het Ottomaanse tijdperk in een ander deel van de stad.
De Moskee van Fier is een van de grootste moskeeën in Albanië. Het werd gebouwd in 2005 na de massavernietiging van gebedshuizen in Fier onder de voormalige communistische dictator Enver Hoxha.